# Guillemette (prénom)
Pour les articles homonymes, voir Guillemette et Wilhelmine.
Guillemette est un prénom féminin de même origine que Guilhem ou  Guillaume. Le prénom féminin peut également se décliner sous la forme Guillaumette et sous d'autres formes telles que Guilhemine et Wilhelmine.

## Origine et fête du prénom
Guillemette, tout comme Guillaume, est un prénom d'origine germanique composé de will (« volonté ») et de helm (« casque, protection »).
Le prénom est fêté le 28 mai, associé à saint Guillaume de Gellone,, ou le 10 janvier,,, associé à saint Guillaume de Bourges. 

## Variantes
Guillemette est la forme féminine du prénom la plus fréquente en français[réf. souhaitée] mais on trouve d'autres déclinaisons telles que Guillaumette, Guilhemine, Guillemine, Guillermine et Wilhelmine.
Les traductions les plus connues sont
en allemand : Wilhelmina ;
en espagnol : Guilhermina ;
en italien : Guglielma ou Guglielmina[réf. souhaitée].

## Personnalités portant ce prénom
Pour les articles sur les personnes portant ce prénom, consulter les listes générées automatiquement respectivement pour Guillemette et pour Wilhelmine.